# Чироне (Парма)
Чироне је насеље у Италији у округу Парма, региону Емилија-Ромања.
Према процени из 2011. у насељу је живело 61 становника. Насеље се налази на надморској висини од 955 м.